# Liste der Baudenkmale in Marxen
In der Liste der Baudenkmale in Marxen sind alle Baudenkmale der niedersächsischen Gemeinde Marxen aufgelistet. Die Quelle der Baudenkmale ist der Denkmalatlas Niedersachsen. Der Stand der Liste ist der 4. Dezember 2020.

## Allgemein
In den Spalten befinden sich folgende Informationen:
- Lage: die Adresse des Baudenkmales und die geographischen Koordinaten. Kartenansicht, um Koordinaten zu setzen. In der Kartenansicht sind Baudenkmale ohne Koordinaten mit einem roten Marker dargestellt und können in der Karte gesetzt werden. Baudenkmale ohne Bild sind mit einem blauen Marker gekennzeichnet, Baudenkmale mit Bild mit einem grünen Marker.
- Bezeichnung: Bezeichnung des Baudenkmales
- Beschreibung: die Beschreibung des Baudenkmales. Unter § 3 Abs. 2 NDSchG werden Einzeldenkmale und unter § 3 Abs. 3 NDSchG Gruppen baulicher Anlagen und deren Bestandteile ausgewiesen.
- ID: die Objekt-ID des Baudenkmales
- Bild: ein Bild des Baudenkmales, ggf. zusätzlich mit einem Link zu weiteren Fotos des Baudenkmals im Medienarchiv Wikimedia Commons. Wenn man auf das Kamerasymbol klickt, können Fotos zu Baudenkmalen aus dieser Liste hochgeladen werden:

## Marxen

### Gruppe: Dorfkern Marxen
Die Gruppe hat die ID 26969447.

| Lage                                           | Bezeichnung               | Beschreibung | ID       | Bild |
| ---------------------------------------------- | ------------------------- | ------------ | -------- | ---- |
| Unter den Eichen 53° 18′ 42″ N, 10° 0′ 40″ O   | Kriegerdenkmal            |              | 26957225 |      |
| Unter den Eichen 7 53° 18′ 42″ N, 10° 0′ 37″ O | Wohn-/ Wirtschaftsgebäude |              | 26956855 | BW   |
| Hauptstraße 26 53° 18′ 41″ N, 10° 0′ 35″ O     | Wohnhaus                  |              | 26956962 | BW   |
| Hauptstraße 53° 18′ 41″ N, 10° 0′ 33″ O        | Löschteich                |              | 26957118 | BW   |
| Kamp 2 53° 18′ 39″ N, 10° 0′ 31″ O             | Scheune                   |              | 26956718 | BW   |
| Kamp 2 53° 18′ 39″ N, 10° 0′ 33″ O             | Wohn-/ Wirtschaftsgebäude |              | 26956944 | BW   |
| Kamp 2 53° 18′ 39″ N, 10° 0′ 33″ O             | Scheune                   |              | 26957066 | BW   |
| Hauptstraße 21 53° 18′ 37″ N, 10° 0′ 31″ O     | Wohn-/ Wirtschaftsgebäude |              | 26957084 | BW   |
| Hauptstraße 22 53° 18′ 37″ N, 10° 0′ 33″ O     | Wohnhaus                  |              | 26956750 | BW   |
| Hauptstraße 22 53° 18′ 37″ N, 10° 0′ 33″ O     | Wohn-/ Wirtschaftsgebäude |              | 26956999 | BW   |
| Unter den Eichen 4 53° 18′ 37″ N, 10° 0′ 36″ O | Wohn-/ Wirtschaftsgebäude |              | 26956909 | BW   |
| Unter den Eichen 4 53° 18′ 38″ N, 10° 0′ 37″ O | Scheune                   |              | 26956700 | BW   |
| Unter den Eichen 5 53° 18′ 41″ N, 10° 0′ 38″ O | Schule                    |              | 26956891 | BW   |
| Unter den Eichen 6 53° 18′ 38″ N, 10° 0′ 37″ O | Wohn-/ Wirtschaftsgebäude |              | 26956873 | BW   |
| Unter den Eichen 6 53° 18′ 39″ N, 10° 0′ 38″ O | Remise                    |              | 26956664 | BW   |
| Unter den Eichen 6 53° 18′ 39″ N, 10° 0′ 39″ O | Scheune                   |              | 26956682 | BW   |
| Unter den Eichen 8 53° 18′ 39″ N, 10° 0′ 40″ O | Remise                    |              | 26957241 | BW   |
| Unter den Eichen 8 53° 18′ 39″ N, 10° 0′ 42″ O | Scheune                   |              | 26956646 | BW   |
| Unter den Eichen 8 53° 18′ 40″ N, 10° 0′ 40″ O | Scheune                   |              | 26956837 | BW   |

### Gruppe: Abbauerstelle Marxen
Die Gruppe hat die ID 26969475.

| Lage                                            | Bezeichnung | Beschreibung | ID       | Bild |
| ----------------------------------------------- | ----------- | ------------ | -------- | ---- |
| Unter den Eichen 15 53° 18′ 44″ N, 10° 0′ 44″ O | Abbauer     |              | 26956807 | BW   |

### Gruppe: Hofanlage Unter den Eichen 14
Die Gruppe hat die ID 26969457.

| Lage                                            | Bezeichnung   | Beschreibung | ID       | Bild |
| ----------------------------------------------- | ------------- | ------------ | -------- | ---- |
| Unter den Eichen 14 53° 18′ 43″ N, 10° 0′ 45″ O | Häuslingshaus |              | 26956822 | BW   |
| Unter den Eichen 14 53° 18′ 43″ N, 10° 0′ 46″ O | Nebengebäude  |              | 26956602 | BW   |
| Unter den Eichen 14 53° 18′ 44″ N, 10° 0′ 48″ O | Einfriedung   |              | 26956615 | BW   |

### Gruppe: Hofanlage Schmalenfelde Mühle 1, 2, 3, 4
Die Gruppe hat die ID 26969457.

| Lage                                              | Bezeichnung               | Beschreibung | ID       | Bild |
| ------------------------------------------------- | ------------------------- | ------------ | -------- | ---- |
| Schmalenfelde Mühle 1 53° 17′ 28″ N, 10° 0′ 11″ O | Wohn-/ Wirtschaftsgebäude |              | 26956764 | BW   |
| Schmalenfelde Mühle 2 53° 17′ 31″ N, 10° 0′ 11″ O | Wohn-/ Wirtschaftsgebäude |              | 26956793 | BW   |
| Schmalenfelde Mühle 3 53° 17′ 26″ N, 10° 0′ 16″ O | Häuslingshaus             |              | 26956779 | BW   |
| Schmalenfelde Mühle 53° 17′ 27″ N, 10° 0′ 15″ O   | Häuslingshaus             |              | 26956736 | BW   |

### Einzelbaudenkmale
| Lage                                                  | Bezeichnung     | Beschreibung                               | ID       | Bild |
| ----------------------------------------------------- | --------------- | ------------------------------------------ | -------- | ---- |
| Hauptstraße 18 53° 18′ 32″ N, 10° 0′ 34″ O            | Wohnhaus        |                                            | 26957050 | BW   |
| Hauptstraße 20 53° 18′ 32″ N, 10° 0′ 36″ O            | Wohnhaus        |                                            | 26957034 | BW   |
| Marxener Weg / An der Aue 53° 18′ 50″ N, 9° 58′ 47″ O | Brücke          | EÜ Hanstedter Aue km 7,685 DB-Strecke 1280 | 45608545 | BW   |
| Unter den Eichen 53° 18′ 42″ N, 10° 1′ 19″ O          | Eisenbahnbrücke |                                            | 41512403 | BW   |